# Paratrizygia spinulosa
Paratrizygia spinulosa är en tvåvingeart som beskrevs av Freeman 1951. Paratrizygia spinulosa ingår i släktet Paratrizygia och familjen svampmyggor. Inga underarter finns listade i Catalogue of Life.